# Перевал Дятлова
Перева́л Дя́тлова — перевал на Північному Уралі між горою Холатчахль (1096,7 м) і безіменною висотою 905, що стоїть трохи осторонь на сході від Головного Уральського хребта. Знаходиться на крайньому північному заході Свердловської області. З'єднує долину 4-ї правої притоки річки Лозьва з верхів'ями річки Ауспія (також права притока Лозьви).

## Походження назви
Перевал Дятлова отримав свою назву через загадкову трагічну подію, що трапилася в ніч на 2 лютого 1959 року, коли недалеко від нього, на схилі гори Холатчахль, за таємничих обставин загинула туристична група, очолювана Ігорем Дятловим.
Серед офіційних версій подій називалися три головні: лавина, «снігова дошка» (щільний пласт дрібнозернистого снігу, що нерідко провокує схід лавини) і ураган. 11 липня 2020 року Генеральна прокуратура РФ оголосила, що причиною загибелі туристів є лавина. Нова перевірка та слідчі експерименти й експертизи розпочалися в лютому 2019 року через звернення родичів загиблих.